# MGM-51 Shillelagh
Le MGM-51 Shillelagh est un missile guidé antichar tiré par canon américain qui a la particularité d'être tiré par un canon de char d'assaut (Char M60A2 ou M551 Sheridan). Il est nommé d'après le shillelagh, massue de combat irlandaise.

## Historique

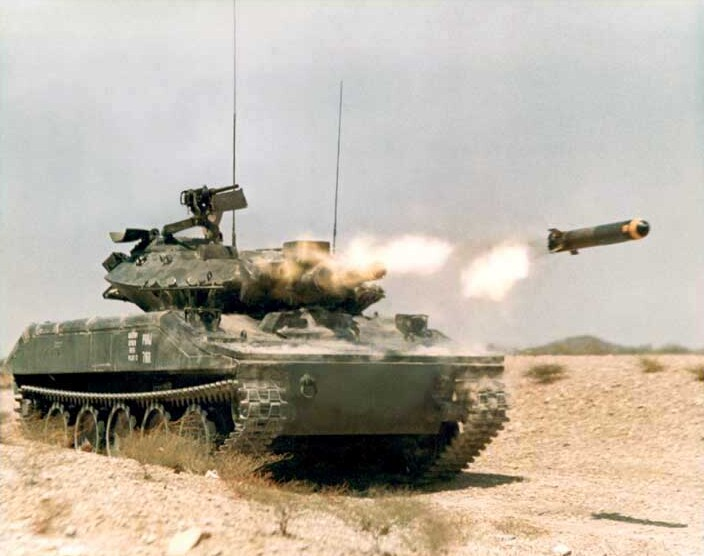
Un missile MGM 51 Shillelagh tiré depuis un char M551 Sheridan.

Produit à 88 000 unités, un maximum de six seront tirés en situation de combat par des M551 de la 82e division aéroportée des États-Unis durant l'opération Tempête du désert en 1991 contre des bunkers et chars T-55 et Type 57 des forces armées irakiennes.

## Caractéristiques
Ce missile de calibre 152mm est guidé par infrarouge. Il a été produit à la base pour le MBT-70. Il contient une charge creuse. Le premier tir a été effectué en 1960.

### Défauts
Les rayures du canon de 152 mm engendraient un effet d'autorotation qui serait néfaste durant le vol du missile antichar Shillelagh. Le problème a été résolu en creusant un sillon sur toute la longueur de l'âme du canon. Le corps du missile Shillelagh possède une bande protubérante sur toute la longueur qui vient se glisser dans le sillon à la manière d'une clé, l'empêchant de tourner sur lui-même durant son expulsion du canon. Le problème est que le sillon fragilisait le canon lors du tir de munitions conventionnelles, des fissures sont apparues et la durée de vie sur les premiers canons M81 ne dépassait pas les 100 coups. Cet ennui a été résolu en réduisant la profondeur du sillon au même niveau de celle des rayures, la durée de vie fut portée alors à 200 coups.
En 1967, le programme de tir d'essai de 173 missiles à portée étendue a abouti à une fiabilité matérielle de 90 % (le missile et le système de guidage et de contrôle fonctionnent correctement), mais seulement à 57 % de fiabilité globale du système (probabilité que le tireur, le véhicule M551 et le système de missile puissent toucher un cible de 2,28 m sur 2,28 m).

## Arme équivalente
- Anti-Char Rapide Autopropulsé